# 9541 Magri
9541 Magri este un asteroid din centura principală de asteroizi.

## Descriere
9541 Magri este un asteroid din centura principală de asteroizi. A fost descoperit pe 11 februarie 1983 la Stația Anderson Mesa de Edward L. G. Bowell. El prezintă o orbită caracterizată de o semiaxă mare de 2,21 ua, o excentricitate de 0,09 și o înclinație de 6,0° în raport cu ecliptica.